# 六氰合钴(III)酸六氨合钴(III)
六氰合钴(III)酸六氨合钴(III)（化学式：[Co(NH3)6][Co(CN)6]）是一种无机化合物，其阴、阳离子均为配离子。

## 制备
三溴化六氨合钴和六氰合钴(III)酸钾在溶液中反应，放置两周后得到结晶产物：
[Co(NH3)6]Br3 + K3[Co(CN)6] → [Co(NH3)6][Co(CN)6] + 3 KBr